# Половинное жалование
Половинное жалование (Half-pay, h.p.) — термин, использовавшийся в британской армии и королевском флоте 18-го, 19-го и начала 20-го веков для обозначения оплаты или надбавки, которую офицер получал, находясь на пенсии или не на службе. 

## Использование в прошлом

### Великобритания
В английской армии вариант выплаты половины жалования возник в конце 17-го и начале 18-го веков, в то же время, когда была введена система продажи офицерских чинов. Служащие могли добровольно пойти на половинное жалование, или их могли обязать это сделать, если их услуги не требовались. В обоих случаях их могли вызвать обратно в свой полк, если в том возникала потребность. Например, во время восстания якобитов в 1715 году все находящиеся в списках офицеры на половинном жаловании были призваны в армию. 
В течение долгого периода мира, в который сокращенная британская армия вступила после наполеоновских войн, система половинного жалования стала средством, с помощью которого можно было избежать тяжёлой заморской службы. Состоятельные офицеры, получающие повышение при помощи покупки чинов, могли перейти на половинное жалование, если их полк был отправлен в Индию или куда-либо ещё. Затем они могли приобрести новые назначения в полках, оставшихся в Великобритании. Переход на половинное жалование и обратно утверждался по усмотрению государственного секретаря по вопросам войны. 
В 19-м столетии список получающих половинное жалование выполнял функцию, аналогичную списку офицеров запаса в наши дни, когда офицеры, которые были в отставке или иным образом не находились на действительной службе, получали половину жалования своих действующих коллег. В периоды военных конфликтов выплата половинного жалования становились значительной статьёй расходов вооружённых сил, что усугублялось практикой продажи чинов, обычной в британской армии.

### Соединенные Штаты
В Соединенных Штатах эта система была внедрена в 1778 году Континентальным конгрессом в качестве стимула для компенсации чрезвычайно низкой заработной платы, которую получали офицеры Континентальной армии, что затрудняло длительное удержание офицеров на службе. Сначала половинное жалование было предоставлено всем офицерам в течение семи лет после окончания революции, но позже это стало пожизненной льготой. Хотя она была обещана всем офицерам, служащим в Континентальной армии, после войны Конгресс Статей Конфедерации проголосовал против выплаты этих пенсий, и таким образом, их получали только офицеры из определенных государственных полков, которые создали независимые списки получающих половинное жалование. После продолжительного лоббирования отставными офицерами после войны, в 1783 году Конгресс разрешил министерству армии платить половинное жалование всем офицерам в течение пяти лет. Такой большой список офицеров, получающих половинное жалование, создал для Соединенных Штатов такие же проблемы, как и в Великобритании. В попытке контролировать растущее число стареющих офицеров, все еще получающих деньги от правительства, и содействовать омоложению офицерского корпуса, в 1855 году министру военно-морского флота было дано право, по рекомендации наблюдательного совета, увольнять по своему усмотрению офицеров, которые были признаны неспособным или непригодным для исполнения служебных обязанностей. Вскоре после этого офицерам с сорокалетним стажем работы было разрешено добровольно уйти в отставку. В 1889 году пенсионное пособие в размере половины жалования было распространено на всех отслуживших тридцать лет строевой службы в соответствии с Генеральным приказом № 372. 

## Современное использование
В современных вооруженных силах США термин «половинное жалование» относится к наказанию военнослужащих за мелкие правонарушения в виде конфискации половины всех выплат и пособий. Хотя в Едином  кодексе военной юстиции отсутствует конкретное наказание, описываемое как «половинное жалование», этот термин используется в качестве общепринятого сокращения для удержания части заработной платы. Руководящие принципы для максимальной продолжительности этого наказания определены статьей 15 Единого кодекса военной юстиции. Для офицеров-контрактников продолжительность наказания не может превышать двух месяцев при лишении половины оплаты, или трёх месяцев при задержке её выплаты. Для сержантского состава, тяжесть налагаемого наказаний ограничивается рангом командира и своим собственным рангом. Например, чтобы наказать унтер-офицера на тот же срок, что и младшего военнослужащего, налагающий наказание офицер должен иметь более высокий ранг, чем требовалось бы в противном случае. Офицеры ниже ранга О-4 (майор или капитан-лейтенант) могут налагать наказание не более чем на неделю. Должностные лица класса О-4 и выше могут налагать конфискацию половины жалования за два месяца или задержку на три месяца. 
Этот термин может также использоваться в отношении пенсии, которую получает член Вооруженных сил Соединенных Штатов в случае ухода на пенсию после двадцати лет службы. Нынешняя пенсионная система была принята после Второй мировой войны, чтобы поддерживать конкурентоспособность с гражданским рынком труда и заботиться о большом количестве офицеров и старшего рядового состава, покидавших службу после окончания войны. 

## В художественной литературе
Морские приключенческие романы о Горацио Хорнблоуэре, действие которых происходит во времена наполеоновских войн, содержат многочисленные упоминания о том, что главный герой и его коллеги, морские офицеры, боятся оказаться на пенсии и «быть выброшенными на берег на половину жалования», что они считают своим худшим кошмаром. Это объясняется тем, что офицеру и его семье даже полного жалования зачастую едва хватало на жизнь. В дополнение к выходу на пенсию, в мирное время многих военнослужащих переводили на половинное жалование в ожидании новых назначений, которые могли и не состояться.